# 동상초등학교 (부산)
동상초등학교는 대한민국 부산광역시 금정구에 있는 공립 초등학교이다.

## 학교 연혁
- 1975년 11월 1일: 개교

## 참고 자료
- 동상초등학교 - 한국교육학술정보원 학교알리미